# Vitis chunganensis
Vitis chunganensis — вид в'юнкої ліани з родини Виноградові (Vitaceae). Походить із Китаю (провінції Аньхой, Фуцзянь, Гуандун, Гуансі, Хунань, Цзянсі та Чжецзян).
Росте у лісах та чагарниках, на схилах пагорбів і долин й на висоті від 500 до 1400 метрів над рівнем моря. Квітки з’являються з квітня по червень, утворюючи дуже темні, фіолетові кулясті ягоди. Кожна ягода приблизно 1 см в діаметрі. Плоди збирають з червня по серпень.
Традиційно використовується в народній медицині для лікування гепатиту.